# Buthus elmoutaouakili
Buthus elmoutaouakili es una especie de escorpión del género Buthus, familia Buthidae. Fue descrita científicamente por Lourenço & Qi en 2006.
Se distribuye por Marruecos. La especie se mantiene activa durante el mes de marzo. Mide aproximadamente 51,6 milímetros.